# مترو شیامن
مترو شیامن (انگلیسی: Xiamen Metro، AMTR (Amoy Transit Rail, یا Across Mass Transit Railway) سیستم قطار شهری زیرزمینی در شهر شیامن، فوجیان، چین است.
این مترو که در سال ۲۰۱۷ تأسیس شده دارای ۳ خط، ۷۰ ایستگاه و ۹۸ کیلومتر طول است. 

## نگارخانه

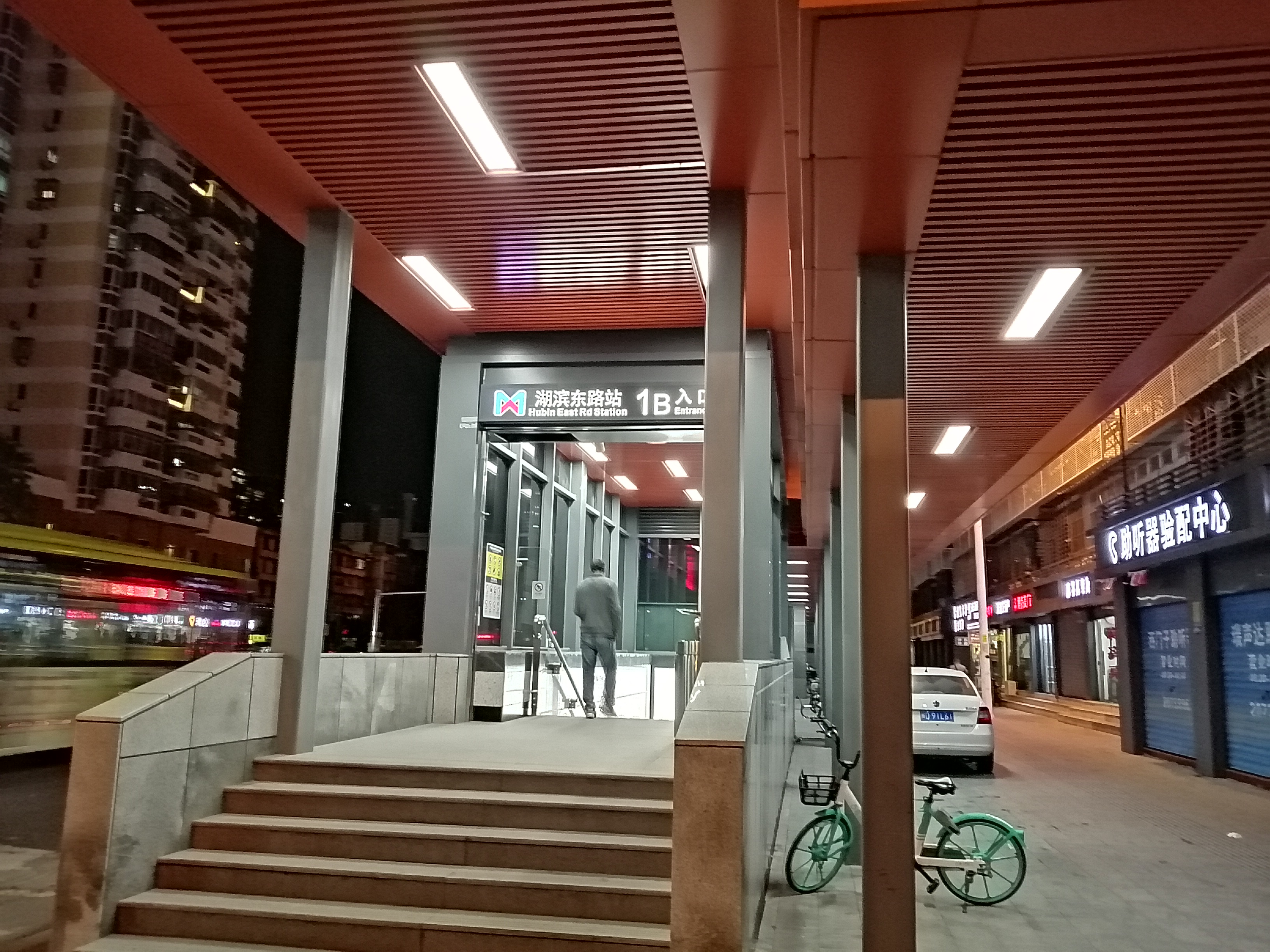
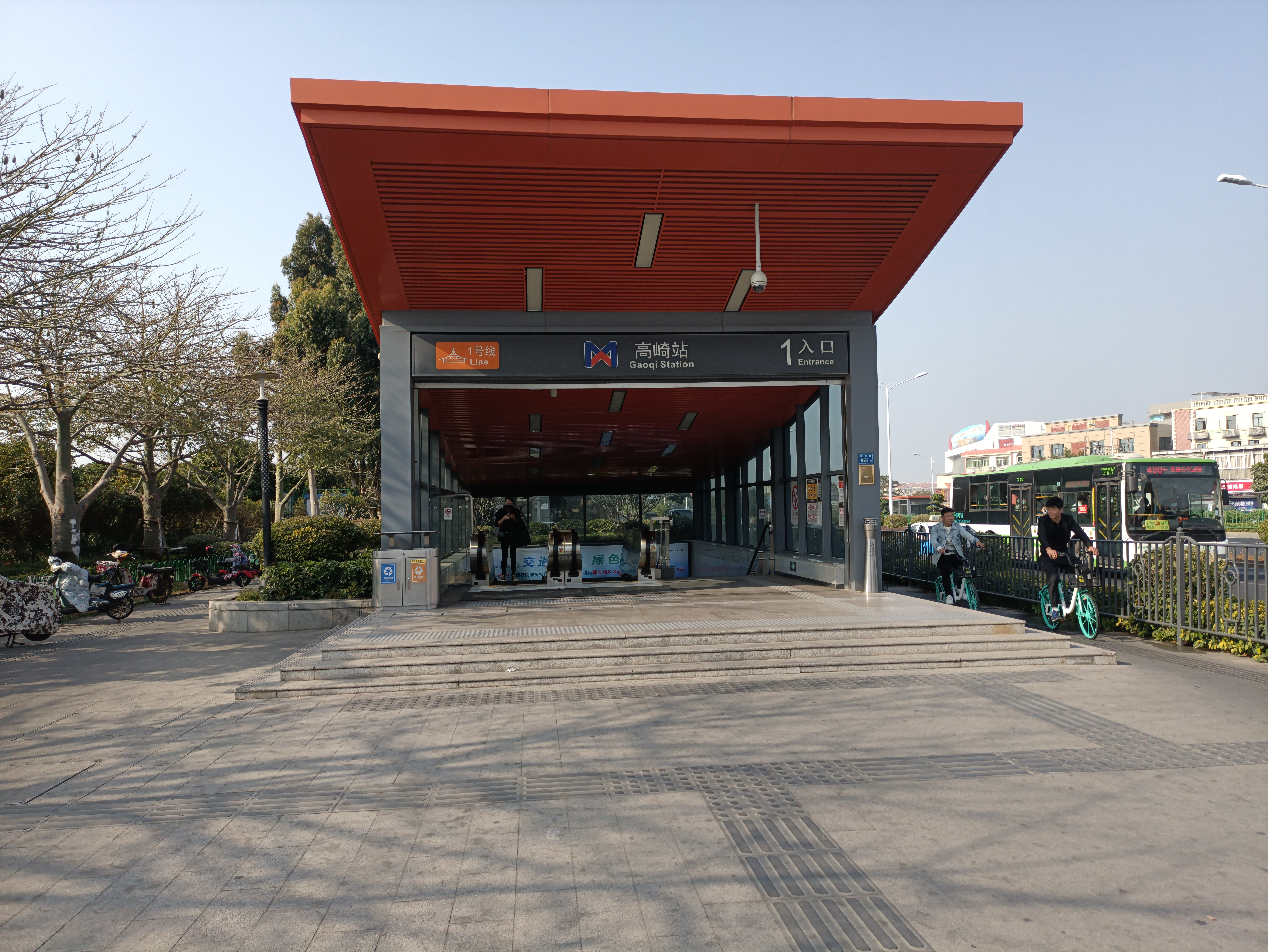
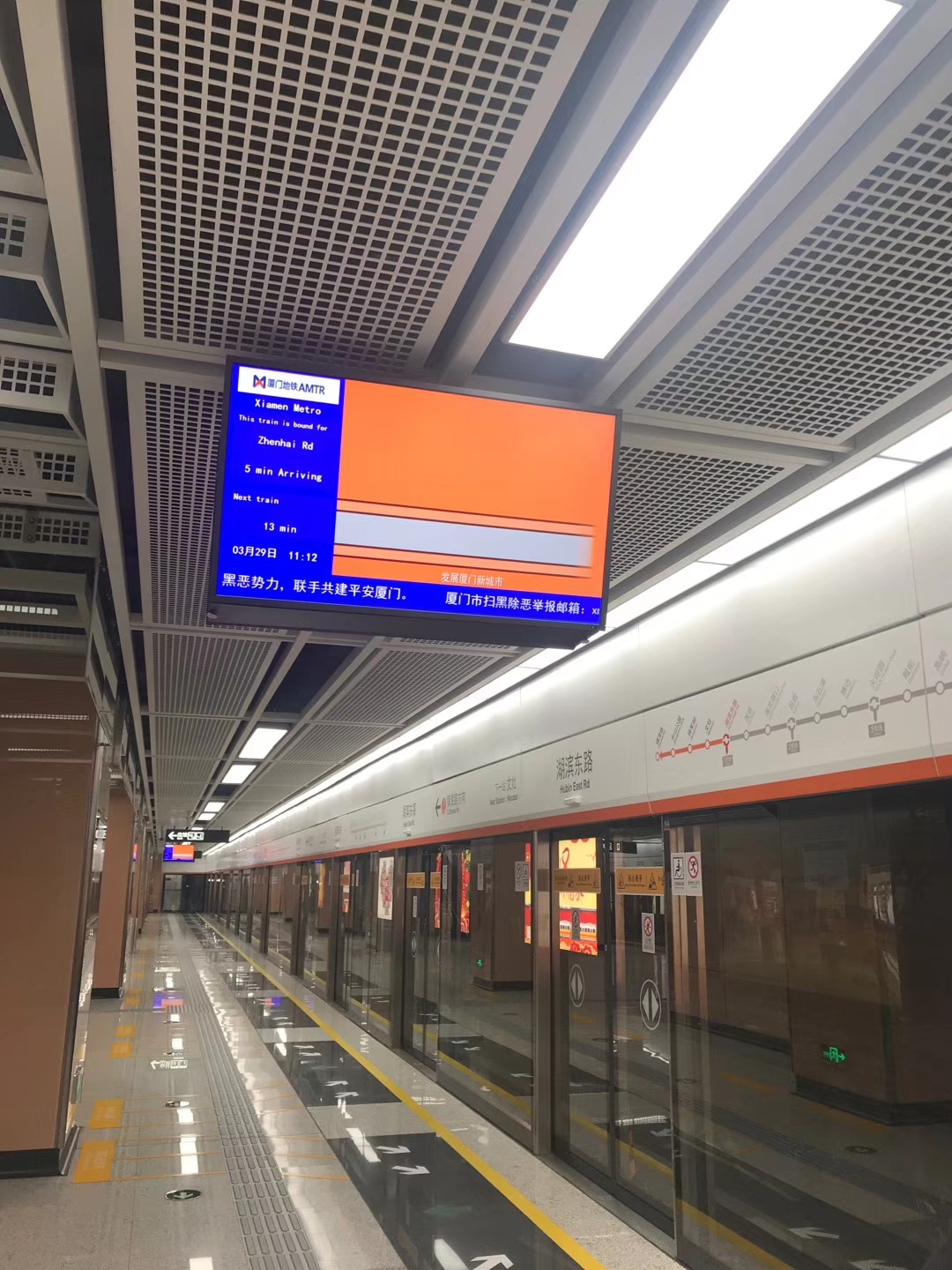
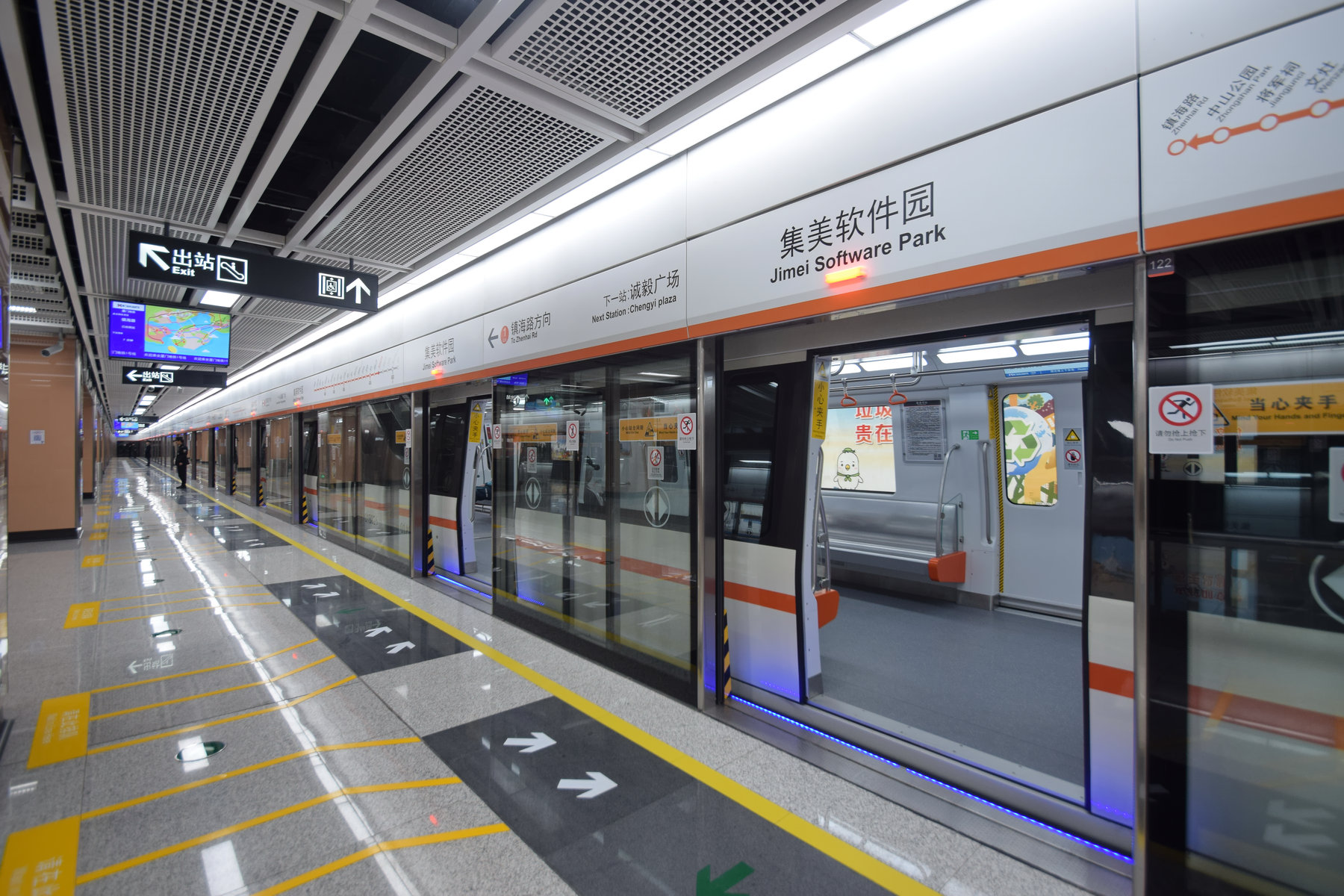